# أديلايد من تور
أديلايد من تور (حوالي.820 - حوالي.866)؛ هي ابنة هيو دي تور وأفا.
تزوجت من كونراد الأول، كونت أوكسار، وأنجبت له ابنين هيو وكونراد الثاني.
بعد وفاته تزوجت من روبرت القوي، وأنجبت له أيضا ابنين كلاهما أصبح ملوك الفرنجة الشرقية أود وروبرت الأول.
توفيت في 866 بعد ولادة ابنها روبرت، وأيضا زوجها توفي في هذه السنة، هي جدة أوغو كابيه أول ملوك فرنسا من سلالة كابيتيون.